# Ponczo

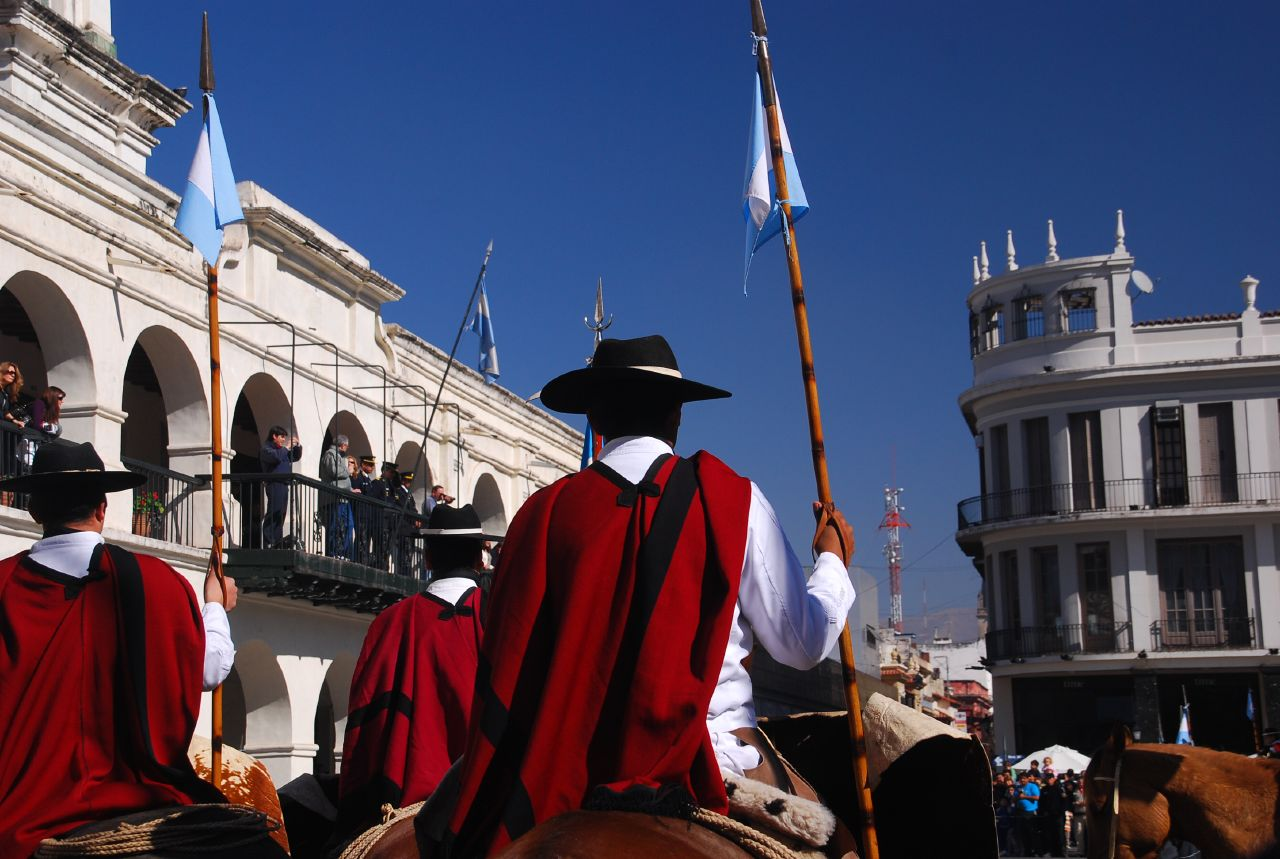
Ponczo

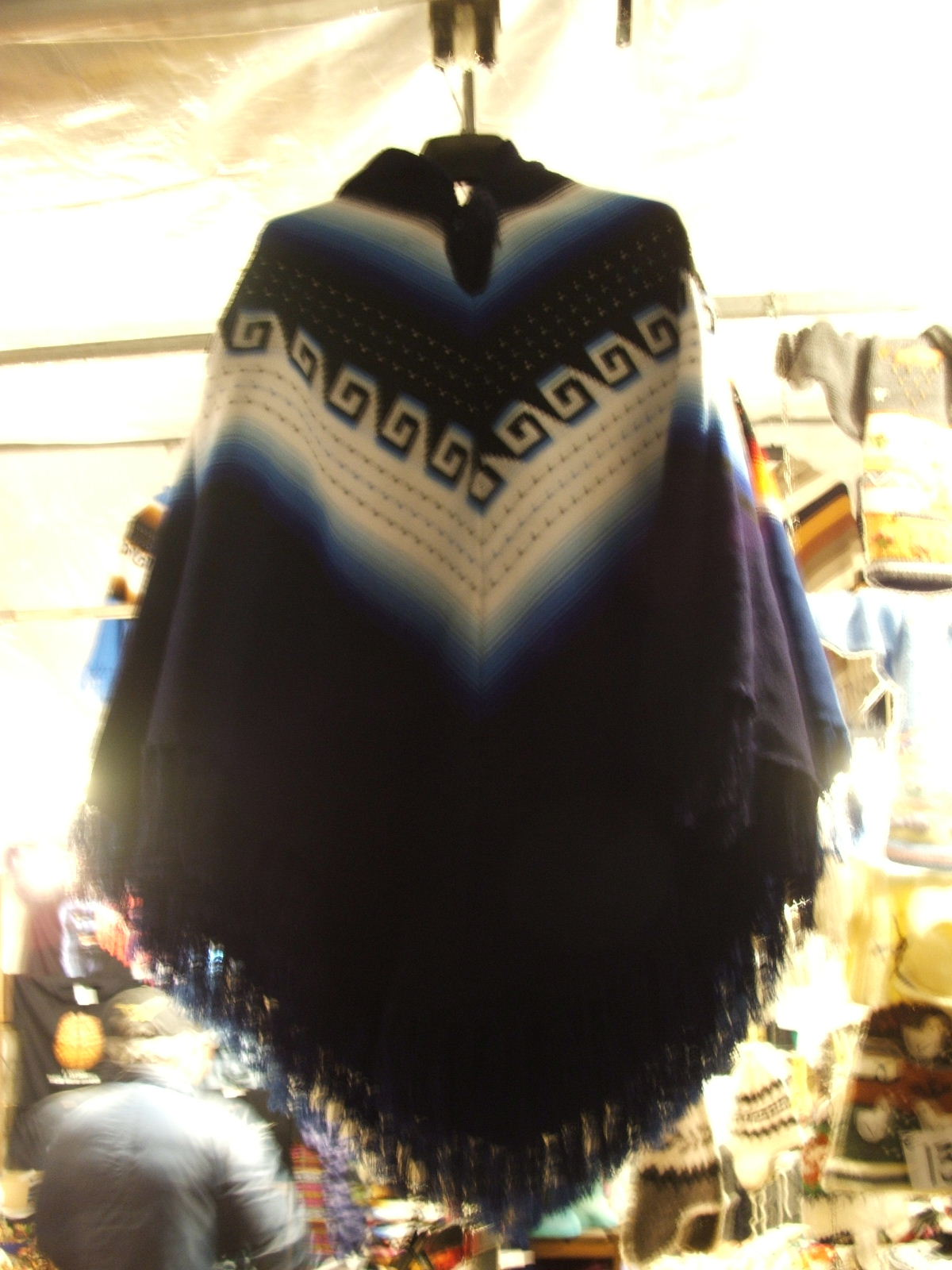

Ponczo (poncho hiszp. z języka Indian Araukanów) – rodzaj wierzchniego okrycia wykonanego z prostokątnego kawałka wełnianej tkaniny (ewentualnie skóry) z otworem na głowę pośrodku. Ponczo jest charakterystyczne dla krajów Ameryki Południowej.